# Abu Rudajs
Abu Rudajs (Abu Rudejs; arab. ابو رديس) – miasteczko w Egipcie w południowej części Półwyspu Synaj w muhafazie Synaj Południowy nad Morzem Czerwonym.
W okolicach w starożytności wydobywano turkusy. Miejscowość posiada małe lotnisko (port lotniczy Abu Rudajs) i jest związana z przemysłem naftowym (pola ropy naftowej), w pobliżu ropociąg do miasta portowego Abu Zanima.
W II połowie lat 70. XX w. mieściła się tu siedziba dowództwa sił pokojowych ONZ tzw. UNEF II, ustanowiono je w celu nadzorowania zawieszenia ognia pomiędzy wojskami Egiptu i Izraela i sprawowania kontroli nad strefą buforową. Pod koniec listopada 1975 miasto powróciło pod kontrolę Egiptu. Wówczas w mieście znajdował się również posterunek misji UNTSO.
W roku 1996 liczba szczytowa liczba mieszkańców wynosiła 7434 osób, a w ciągu następnych 10 lat spadła do 5902 osób.
15 października 2007 roku w okolicach miasta na drodze nr 34, w wyniku zderzenia mikrobusu wojskowego z samochodu z cysterną z wodą zginęło 14 osób.